# Mauna electa
Mauna electa är en fjärilsart som beskrevs av Louis Beethoven Prout 1938. Mauna electa ingår i släktet Mauna och familjen mätare. Inga underarter finns listade i Catalogue of Life.